# Cerven Breag
Cerven Breag este un oraș în nordul Bulgariei, centrul administrativ al obștinii (comunei) Cerven Breag, Regiunea Plevna.

## Demografie
Componența etnică a orașului Cerven Breag
     Bulgari (82,77%)
     Romi (2,92%)
     Nicio identificare (13,39%)
     Altele (1,26%)
La recensământul din 2011, populația orașului Cerven Breag era de 12.822 locuitori. Din punct de vedere etnic, majoritatea locuitorilor (82,77%) erau bulgari, cu o minoritate de romi (2,92%). Pentru 13,39% din locuitori nu este cunoscută apartenența etnică.

## Persoane notabile
- Liuben Dilov (1927-2008), scriitor de literatură științifico-fantastică.[3]